# IC 1939
IC 1939 — галактика типу NF (в процесі підтвердження) у сузір'ї Годинник.
Цей об'єкт міститься в оригінальній редакції індексного каталогу.